# Neliopisthus orbitalis
Neliopisthus orbitalis är en stekelart som beskrevs av Henry Keith Townes, Jr. 1992. Neliopisthus orbitalis ingår i släktet Neliopisthus och familjen brokparasitsteklar. Inga underarter finns listade i Catalogue of Life.